# 迈克尔·约翰逊 (田径运动员)

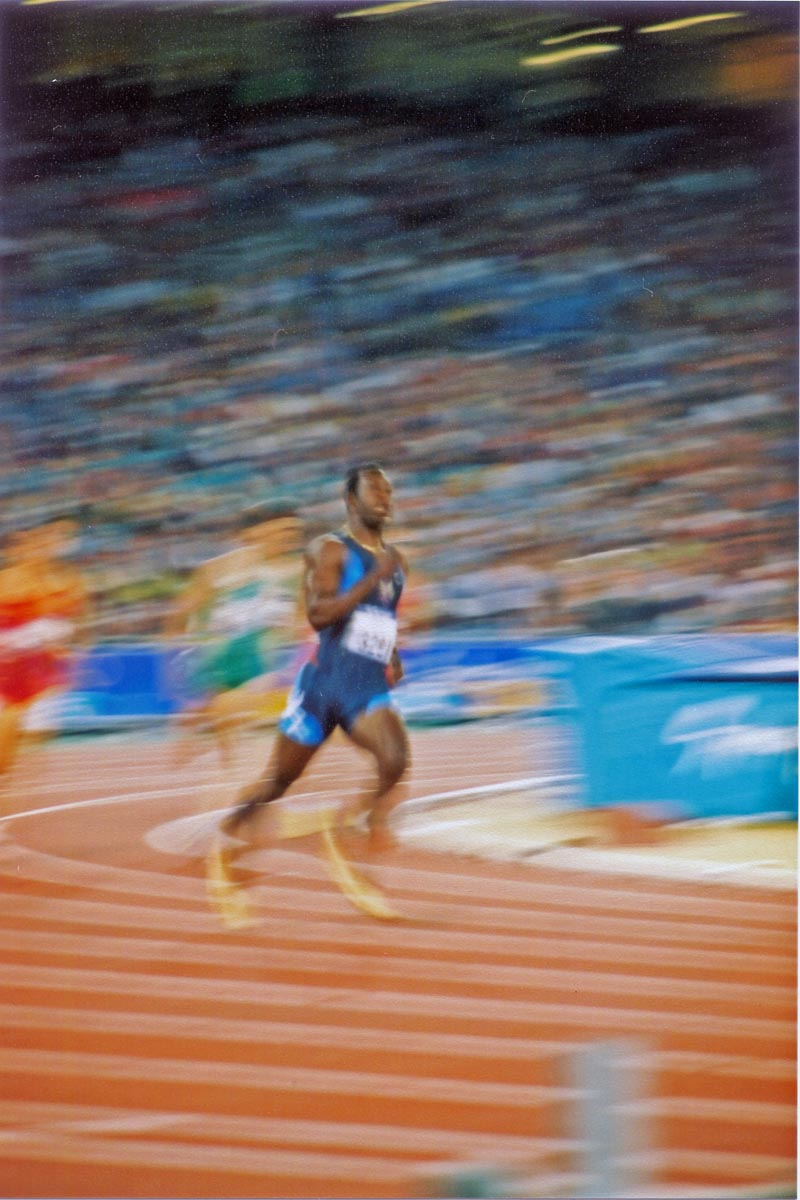
2000年夏季奧林匹克運動會田徑

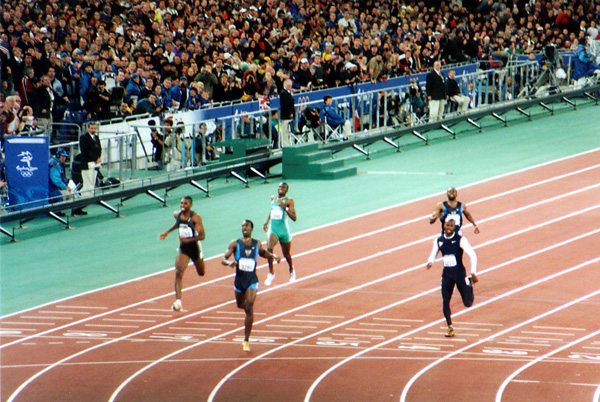
在2000年夏季奧林匹克運動會贏得田徑400公尺金牌

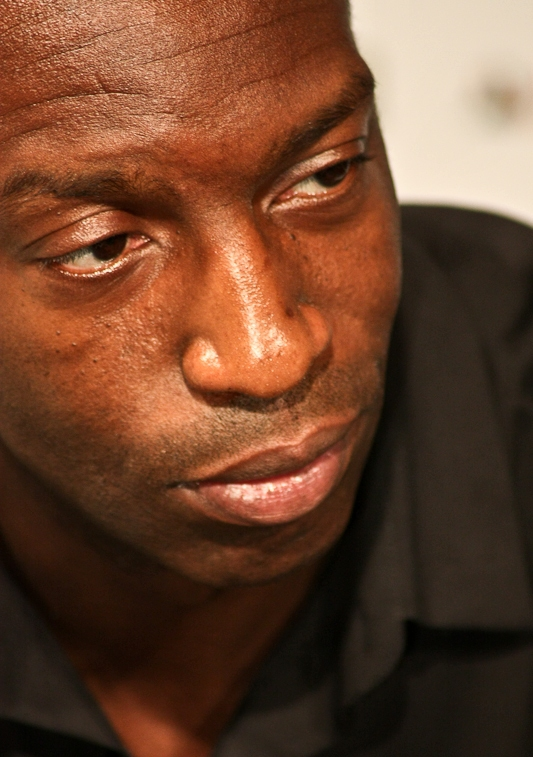
2008年夏季奧林匹克運動會

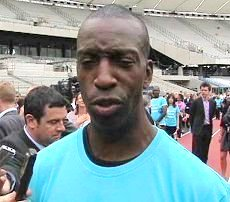
2010年7月

麥可·杜安·詹森（英語：Michael Duane Johnson，1967年9月13日—），美國田徑運動員，保持著男子4×400公尺接力（美國隊）的世界紀錄。迈克尔·约翰逊奪得4面奧運金牌與8次世界田徑錦標賽冠軍，他在1996年亞特蘭大奧運獲得了男子200公尺和400公尺兩個項目的金牌，並以19.32秒（19.313秒）的成績刷新了男子200公尺世界記錄，後來被牙買加飛人保特於2008北京奧運中打破，是唯一一位在同一次奧運奪得男子200公尺短跑與男子400公尺短跑兩面金牌的運動員，也是唯一一位在400公尺短跑衛冕成功的男子運動員，迈克尔·约翰逊也是男子300公尺短跑的紀錄保持人，不過這項紀錄未被國際田徑聯合會所承認。
由于队友安東尼奧·派蒂葛魯（Antonio Pettigrew）承認使用禁藥，国际奥委会追回美國隊在2000年獲得的男子4x400公尺接力金牌，迈克尔·约翰逊雖然是唯一和禁藥無關的接力隊成員，但是他在派蒂葛魯承認使用禁藥後，同意繳回雪梨奧運金牌。迈克尔·约翰逊的奥运会正式金牌减为4面。
在奧運以外，麥可·詹森还在世界田徑錦標賽獲得8面金牌，追平卡爾·劉易斯的纪录，成为当时獲得世锦赛金牌最多的田径跑步选手（后被尤塞恩·博尔特和阿莉森·费利克斯超越）。麥可·詹森被認為是歷史上最出色的田徑運動員之一。

## 生平

### 早年
麥可·詹森出生在德克薩斯州達拉斯，是雙親第5個孩子，畢業於地平線高中（Skyline High School）和貝勒大學。在大學時期，麥可·詹森參加第一場比賽時就打破了200公尺的學校紀錄，紀錄為20.41秒。他在準備參加1988年首爾夏季奧運時，因為在美國奧運選拔賽開始之前左腳腓骨發生應力性骨折，所以他在400公尺與200公尺短跑都未獲選 。
麥可·詹森於1990年畢業於貝勒大學，順利獲得學士學位，成為有史以來第一位同時在200公尺和400公尺排名世界第一的田徑運動員。1991年，他在東京世界田徑錦標賽獲得了200公尺冠軍，以0.33秒的差距擊敗納米比亞短跑名將弗兰克·弗雷德里克斯（Frankie Fredericks），這也是傑西·歐文斯在1936年夏季奧運會獲得金牌以來最大的獲勝差距。
1992年夏季奧運會開始的兩個星期前，麥可·詹森和他的經紀人在餐館用餐時食物中毒。於是麥可·詹森在半決賽時只獲得第六名的成績，並沒有進入200公尺決賽。不過他能參加4×400米接力隊比賽，並與隊友一起奪得金牌，同時創造新的世界紀錄2分55.74秒。
他贏得了1993年世界田徑錦標400公尺和4×400公尺接力金牌。他在4×400米接力創造42.91秒的紀錄，仍然是歷史上最快的400公尺紀錄。在1995年哥德堡世界田徑錦標賽，麥可·詹森第一次同時贏得200米和400米金牌。成為20世紀唯一一位在世界田徑錦標賽同時贏得200米和400米金牌的運動員。

### 亞特蘭大奧運
1996年，麥可·詹森在美國200公尺奧運選拔賽中跑出19.66秒，打破義大利運動員彼得罗·门内亚保持17年之久的記錄（19.72秒）。隨著他在1996年亞特蘭大夏季奧運會的表現，他準備嘗試同時獲得200米和400米金牌，這是男運動員前所未有的壯舉。歷史上曾經有2名女運動員於同一年贏得這兩個項目的奧運金牌：美國瓦萊麗·布里斯科-胡克斯在1984年洛杉磯夏季奧運和法國玛丽-若泽·佩雷克在1996年亞特蘭大奧運都曾完成過。
7月29日，麥可·詹森輕鬆奪取400米奧運金牌，並創造新的奧運紀錄（43.49秒），幾乎以1.5秒的差距擊敗銀牌得主羅傑·布萊克（Roger Black）。在8月1日舉行的200米決賽，詹森在前面100米創下10.12秒的紀錄，以19.32秒（19.313秒）完成比賽，成為200米世界紀錄有史以來最大的突破。一些評論家將這項成就與鮑勃比蒙在1968年墨西哥城夏季奧運打破跳遠紀錄的驚人成就相比。
1996年賽季結束後，麥可·詹森獲得了詹姆斯·E·沙利文獎（James E. Sullivan Award），成為美國頂級業餘運動員，並被ABC電視節目《世界體育運動員》（Wide World of Sports）選為年度運動員。
1997年，麥可·詹森開始出現在耐克的電視廣告中，同時他被標榜為「世界上跑得最快的人」，因為他創下200米世界紀錄。儘管當時100米世界紀錄保持者是加拿大運動員多诺万·贝利，他也是亞特蘭大奧運100米的金牌。

### 後期
在1998年紐約友好運動會（Goodwill Games）中，約翰遜參加4×400米接力，與隊友共同創下了世界紀錄2分54.20秒。後來隊友安東尼奧·派蒂葛魯（Antonio Pettigrew）被發現他從1997年開始就持續使用興奮劑，傑米·楊恩（Jerome Young）後來也被發現從1999年開始使用興奮劑。國際田聯於2008年8月取消這次世界紀錄，並恢復到美國隊於1993年世界錦標賽創下的紀錄2分54.29秒。
麥可·詹森在1999年受到傷病困擾，雖然他還是獲得1999年塞維利亞世界田徑錦標賽400公尺金牌。如果不是國際田聯兩年前成立的政策，麥可·詹森不可能參加塞維利亞世界田徑錦標賽。麥可·詹森第4次贏得400公尺冠軍，並創下新的世界紀錄（43.18秒）。
麥可·詹森在2000年雪梨夏季奧運200公尺決賽時受傷，這次受傷讓他無法獲得200公尺奧運金牌。但是麥可·詹森仍然贏得400公尺的金牌，使獲得奧運金牌數目上升到4面。他也在雪梨夏季奧運結束後正式退休。
雖然他於4×400接力賽中與隊友阿爾文·哈里森、安東尼奧·派蒂葛魯和卡爾文·哈里森共同獲得金牌，但是國際田徑聯合會（IAAF）於2004年7月18日裁定傑米·楊恩沒有資格在雪梨奧運中參賽，過去所有的比賽結果都被撤銷，包括成為接力隊的一員。因此美國隊被剝奪了金牌，尼日、牙買加和巴哈馬代表隊則都往前遞補一個名次。
2005年7月22日，國際體育仲裁院推翻這一個決定，並恢復原來的名次。接著在2008年6月，安東尼奧·派蒂葛魯於法庭上承認他為了獲勝使用禁藥，並同意退回他的金牌。麥可·詹森也宣布他將退回金牌，他也說「由於派蒂葛魯在比賽中的所作所為，他覺得自己遭到欺騙、背叛並感到失望」。
麥可·詹森在200公尺曾經六次創下19.80秒以內的成績，20秒以內則有23次。在歷史上200公尺紀錄前50佳成績中，他擁有9次紀錄。麥可·詹森在400公尺曾經22次創下44秒以內的成績。在歷史上400公尺紀錄前50佳成績中，他擁有22次紀錄。在他的職業生涯中，他兩次打破200公尺世界紀錄，三次打破4×400米接力的世界紀錄，兩次創下400公尺的室內世界紀錄，一次400公尺的戶外世界紀錄，並保持300公尺短跑的世界紀錄。

## 國際大型運動賽會
| 年   | 賽事                  | 舉辦城市                 | 名次 | 項目          | 記錄                      |
| ---- | --------------------- | ------------------------ | ---- | ------------- | ------------------------- |
| 1989 | 夏季世界大學生運動會  | 德国杜易斯堡             | 銀牌 | 4×400公尺接力 | 3分02.75秒                |
| 1990 | Goodwill Games        | 美国華盛頓州金郡西雅圖   | 金牌 | 200公尺       | 20.54秒                   |
| 1991 | 世界田徑錦標賽        | 日本東京都               | 金牌 | 200公尺       | 20.01秒                   |
| 1991 | IAAF Grand Prix Final | 西班牙加泰隆尼亞巴塞隆納 | 金牌 | 200公尺       | 19.88秒                   |
| 1992 | 夏季奧林匹克運動會    | 西班牙加泰隆尼亞巴塞隆納 | 6sf2 | 200公尺       | 20.78秒                   |
| 1992 | 夏季奧林匹克運動會    | 西班牙加泰隆尼亞巴塞隆納 | 金牌 | 4×400公尺接力 | 2分55.74秒                |
| 1993 | 世界田徑錦標賽        | 德国斯圖加特             | 金牌 | 400公尺       | 43.65秒                   |
| 1993 | 世界田徑錦標賽        | 德国斯圖加特             | 金牌 | 4×400公尺接力 | 2分54.29秒（世界紀錄）    |
| 1993 | IAAF Grand Prix Final | 英国 英格兰倫敦          | 銅牌 | 200公尺       | 20.41秒                   |
| 1994 | Goodwill Games        | 俄羅斯聖彼得堡           | 金牌 | 200公尺       | 20.10秒（友好運動會紀錄） |
| 1994 | Goodwill Games        | 俄羅斯聖彼得堡           | 金牌 | 4×400公尺接力 | 2分59.42秒                |
| 1995 | 世界田徑錦標賽        | 瑞典哥特堡               | 金牌 | 400公尺       | 43.39秒                   |
| 1995 | 世界田徑錦標賽        | 瑞典哥特堡               | 金牌 | 200公尺       | 19.79秒                   |
| 1995 | 世界田徑錦標賽        | 瑞典哥特堡               | 金牌 | 4×400公尺接力 | 2分57.32秒                |
| 1995 | IAAF Grand Prix Final | 摩納哥丰維耶             | 金牌 | 200公尺       | 19.93秒                   |
| 1996 | 夏季奧林匹克運動會    | 美国喬治亞州亞特蘭大     | 金牌 | 400公尺       | 43.49秒                   |
| 1996 | 夏季奧林匹克運動會    | 美国喬治亞州亞特蘭大     | 金牌 | 200公尺       | 19.313秒                  |
| 1996 | IAAF Grand Prix Final | 義大利米蘭               | 金牌 | 400公尺       | 44.53秒                   |
| 1997 | 世界田徑錦標賽        | 希腊雅典                 | 金牌 | 400公尺       | 44.12秒                   |
| 1998 | Goodwill Games        | 美国紐約州               | 金牌 | 400公尺       | 43.76秒（友好運動會紀錄） |
| 1999 | 世界田徑錦標賽        | 西班牙塞維亞             | 金牌 | 400公尺       | 43.18秒（全國紀錄）       |
| 2000 | 夏季奧林匹克運動會    | 新南威爾斯州雪梨         | 金牌 | 400公尺       | 43.84秒                   |

## 榮譽
麥可·詹森在2004年當選美國田徑名人堂，他在1996年奧運會的200米表現被評為過去25年最偉大的田徑時刻。

## 外部連結
- 麥可·詹森在World Athletics（英语）
- 麥可·詹森在www.USATF.org（英语）
- 麥可·詹森在USATF Hall of Fame (archived)（英语）
- 麥可·詹森在Olympics.com（英语）
- 麥可·詹森在Olympedia（英语）
- 麥可·詹森在Team USA Hall of Fame（英语）
- 麥克·強森的自傳